# Gjaerumia ossifragi
Gjaerumia ossifragi är en svampart som först beskrevs av Emil Rostrup, och fick sitt nu gällande namn av R. Bauer, M. Lutz & Oberw. 2005. Gjaerumia ossifragi ingår i släktet Gjaerumia och familjen Gjaerumiaceae.   Inga underarter finns listade i Catalogue of Life.